# (3950) Yoshida
(3950) Yoshida est un astéroïde de la ceinture principale.

## Description
(3950) Yoshida est un astéroïde de la ceinture principale. Il fut découvert le 8 février 1986 à Nasukarasuyama par Shigeru Inoda et Takeshi Urata. Il présente une orbite caractérisée par un demi-grand axe de 2,99 UA, une excentricité de 0,05 et une inclinaison de 8,9° par rapport à l'écliptique.

## Compléments